# Makigami
El makigami es un arte de creación de figuras rasgando el papel únicamente con las manos, y sin trazo previo de la figura a rasgar. Es similar al kirigami, con la diferencia que el kirigami usa tijeras, y el makigami es "kirigami sin tijeras", solo rasgando hacemos casi las mismas figuras de papel.
Estas técnicas permiten y promueven el trabajo en conjunto, el desarrollo de la creatividad, la integración de áreas y tiene una fuerte influencia en el desarrollo de la inteligencia emocional de los niños al influir en su autoestima positiva. Se tiene que aclarar que, tanto en el origami como en el kirigami y el makigami, sus beneficios y sus metas concuerdan, pero la técnica es la que se debe diferenciar; aunque en el origami también está permitido el uso de pinzas y tijeras especialmente para darle la forma deseada para generar la figura antes de comenzar a plegar la hoja de papel.

## Etimología
La palabra deriva de los términos maki y gami. Maki, es un término quechua que significa 'mano', y gami (紙), palabra japonesa que significa 'papel', por lo que "el makigami es el arte y técnica de trabajar el papel para un uso educativo únicamente usando las manos", para rasgar, unir, doblar, arrugar plegar, fruncir, etc.

## Orígenes
El concepto fue desarrollado por José Castillo Córdova (Perú), en los talleres de materiales educativos realizados en las zonas rurales del Perú en el año 1995, y aparece publicado por primera vez en la edición 2000 del libro de kirigami y maquigami, y presentado como ponencia a Congresos Nacionales de Educación de ese año.
El concepto de makigami nace de la necesidad de realizar talleres de makigami en poblaciones de tercer mundo, en las que los participantes a veces no contaban ni con tijeras, entonces se trabajó rasgando sólo con las manos, logrando todos los objetivos educativos que persigue la técnica del makigami. 
En educación inicial o preescolar, siempre se han desarrollado actividades de rasgado de papel. Pero entendido como "trozado", en los cuales los niños rompían al azar papeles para usarlo en actividades de expresión gráfica, la propuesta de makigami es la de lograr rasgados más elaborados, creando siluetas.

## Herramienta en la educación
En educación preescolar usan el rasgado, pero entendido como trozado de papel. El maquigami vendría a ser "rasgado con método", pues se logran todo tipo de figuras. Con makigami se pueden lograr casi todas las figuras que se recortan en la técnica del kirigami — kirigami es la técnica que recorta el papel, dibujando con las tijeras (es como los recortables, pero sin trazo o dibujo previo). Se aplica como actividad de aprestamiento con niños, pero con niños mayores y adultos se convierte en una actividad que desarrolla la creatividad y favorece la comunicación al estimular la expresión oral.
Se aplica a través de dinámicas y juegos grupales.

## Tipos de papel
Es recomendable trabajar con papeles suaves y no satinados, como papel periódico o papel bulky. El papel bond es más resistente y no es fácil de trabajar para los niños más pequeños, por lo que no es recomendable para hacer maquigami. Tampoco es recomendable usar papeles plastificados. Una buena alternativa es usar las guías de teléfonos pasadas para aprender kirigami y makigami.